# Episodi de Le verità nascoste
La prima stagione della serie televisiva Le verità nascoste viene trasmessa in Spagna su Telecinco.  Dal 21 maggio 2018 al 17 luglio 2018 i primi 8 episodi e  i restanti 8 a settembre 2018 per un totale di 16 episodi.
In Italia, la stagione viene trasmessa su Canale 5 dal 25 maggio 2018 al 3 agosto 2018. Durante la trasmissione su Canale 5, gli episodi vengono rimontati in puntate da 100 minuti contro i 70 minuti originali, per un totale di 10 puntate, garantendo alla rete italiana di trasmettere la seconda parte della serie in prima visione assoluta rispetto alla tv cugina. 
| n° | Titolo originale                | Prima TV Spagna  |
| -- | ------------------------------- | ---------------- |
| 1  | La jaula abierta...             | 21 maggio 2018   |
| 2  | La sombra de la duda            | 28 maggio 2018   |
| 3  | Vivir con miedo                 | 4 giugno 2018    |
| 4  | Secretos de familia             | 12 giugno 2018   |
| 5  | Corre, Sara, corre              | 19 giugno 2018   |
| 6  | Jugar con fuego                 | 26 giugno 2018   |
| 7  | Líneas rojas                    | 12 luglio 2018   |
| 8  | Sara, Sarita, chula             | 19 luglio 2018   |
| 9  | Sábado                          | 7 novembre 2018  |
| 10 | Galerna                         | 14 novembre 2018 |
| 11 | Adiós, Irina                    | 21 novembre 2018 |
| 12 | Sara te quiere                  | 28 novembre 2018 |
| 13 | Cada vez más profundo           | 5 dicembre 2018  |
| 14 | Nunca más                       | 12 dicembre 2018 |
| 15 | El camino, la mentira y la vida | 19 dicembre 2018 |
| 16 | Deseos cumplidos                | 26 dicembre 2018 |

| n° | Titolo italiano | Prima TV Italia |
| -- | --------------- | --------------- |
| 1  | La libertà      | 25 maggio 2018  |
| 2  | Il dubbio       | 1º giugno 2018  |
| 3  | Il passato      | 8 giugno 2018   |
| 4  | L'accordo       | 16 giugno 2018  |
| 5  | L'amore         | 22 giugno 2018  |
| 6  | L'intervista    | 29 giugno 2018  |
| 7  | La rivelazione  | 13 luglio 2018  |
| 8  | La fuga         | 20 luglio 2018  |
| 9  | Il riscatto     | 27 luglio 2018  |
| 10 | La verità       | 3 agosto 2018   |